# Deuxième bataille de Charleston Harbor
Guerre de Sécession
Batailles
Opérations contre les défenses de Charleston
- 1re Charleston Harbor
- 1re Fort Wagner
- Grimball's Landing (en)
- 2e Fort Wagner
- 2e Charleston Harbor
- 2e Fort Sumter

La deuxième bataille de Charleston Harbor, aussi connue comme le siège de Charleston Harbor, siège de Fort Wagner, ou bataille de Morris Island, s'est déroulée au cours de la guerre de Sécession, à la fin de l'été 1863 entre une force combinée de l'armée de l'Union/Marine et les défenses confédérées de Charleston, en Caroline du Sud.

## Contexte
Après avoir été repoussé deux fois en essayant de prendre le fort Wagner en le prenant d'assaut, le major général Quincy Adams Gillmore décide une approche moins coûteuse et commence à assiéger le fort.

## Siège

### Innovations et difficultés
Dans les jours suivant immédiatement la seconde bataille de fort Wagner, les forces de l'Union assiègent les ouvrages confédérés sur l'île Morris avec une panoplie de nouveautés militaires. Les artilleurs de l'Union font usage d'une nouvelle pièce d'artillerie connue comme le canon Requa - 25 canons rayons montés sur un chariot de campagne. Alors que les sapeurs creusent des tranchées en zigzag vers le fort Wagner, une deuxième nouveauté est utilisée—le projecteur au calcium. Les lumières vives sont braquées sur les défenseurs, les aveuglant assez pour diminuer la précision de leur tirs, tandis que les artilleurs de l'Union tirent en toute sécurité derrière les lumières
Les défenseurs confédérés ont aussi des atouts. Le sol que les sapeurs de l'Union creusent est du sable peu profond avec une base boueuse. Les efforts pour le creusement des tranchées commencent également à découvrir accidentellement les morts de l'Union des assauts précédents contre le fort Wagner. La maladie et la mauvaise qualité de l'eau assaillent les soldats des deux côtés.

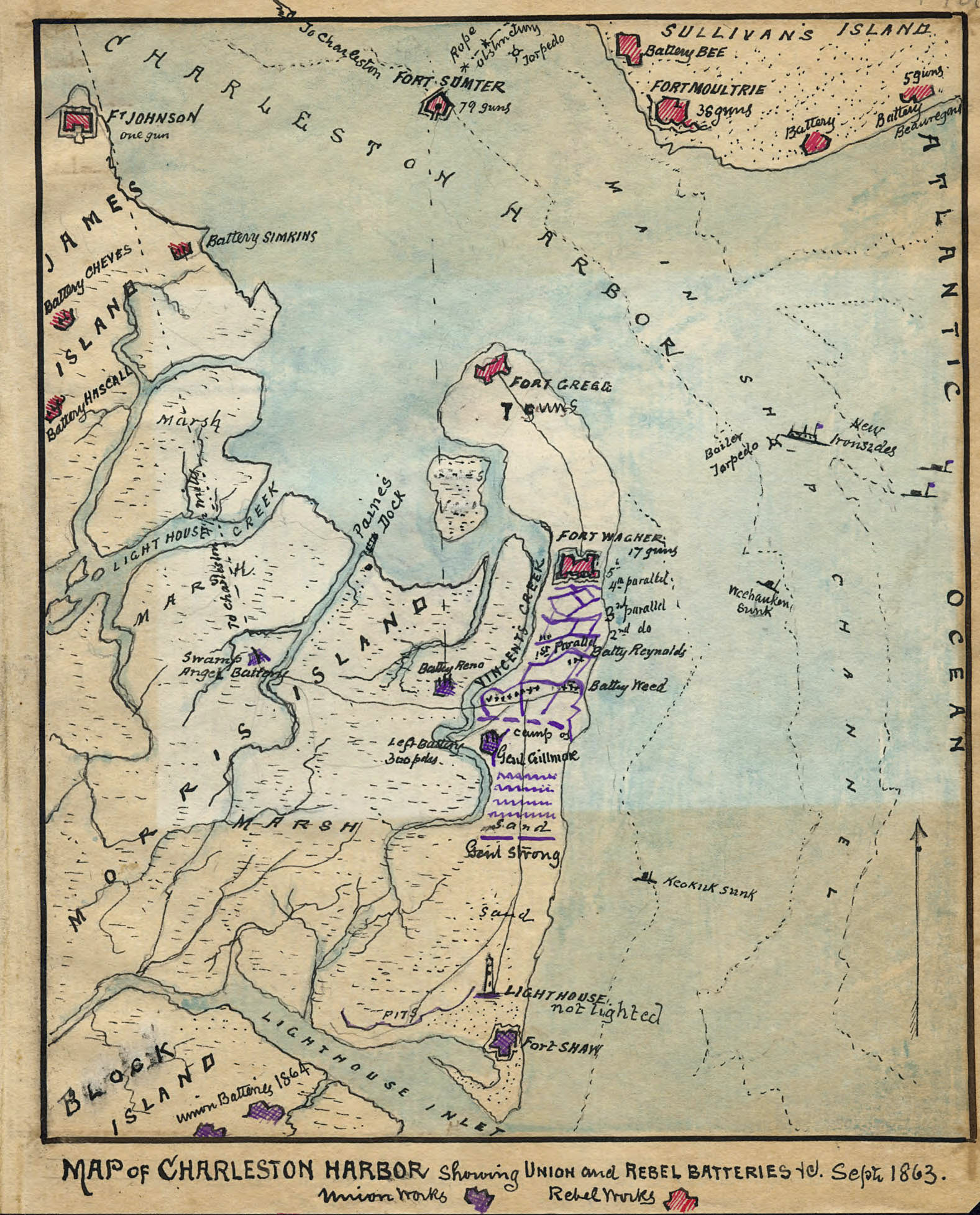
« La carte du port de Charleston montrant les batteries de l'Union et confédérées en septembre 1863. » Carte de l'époque dessinée par Robert K. Sneden.

### Garnison
L'armée de l'Union maintient une rotation constante de soldats pour armer les tranchées en avant de la « grande garde ». Au cours de la soirée du 16 août un obus confédéré éclate dans la casemate servant de quartier général au colonel Joshua B. Howell, commandant de la grand-garde cette soirée-là. Un éclat d'obus frappe le colonel Howell, le blessant gravement à la tête. Malgré la récupération rapide de Howell, l'incident incite le commandant de l'Union à utiliser exclusivement des troupes chevronnées dans les tranchées à l'avant. Les confédérés maintiennent aussi une rotation constante de soldats dans le fort  Wagner et dans la batterie Gregg. Au cours de la nuit, des bateaux à rames apporteront des troupes fraîches en provenance du continent, afin de remplacer la garnison. Même s'ils ont remporté une grande victoire au fort Wagner, les confédérés s'attendent à ce que la campagne se poursuive. Ayant une importante garnison à utiliser, le général P. G. T. Beauregard est prêt à continuer la campagne. L'ancien officier de carrière et homme d'affaires de la Caroline du Sud, Roswell S. Ripley est directement au commandement des forces confédérées forces entourant Charleston. Les forces de Ripley sont réparties tout le long des fortifications entourant le port de Charleston et comprennent une division de la milice locale de Caroline du Sud. Gilmore et l'amiral John A. Dahlgren demandent des renforts au général en chef Henry Halleck. Halleck est réticent, mais néanmoins une division de l'armée du Potomac est transférée vers le sud sous les ordres de George H. Gordon. Le général John G. Foster, commandant de l'Union du département de la Caroline du Nord, envoie avec enthousiasme une division de renforts disant à Gilmore « Charleston est trop importante pour être perdue quand elle est si proche d'être prise ».

### Batteries

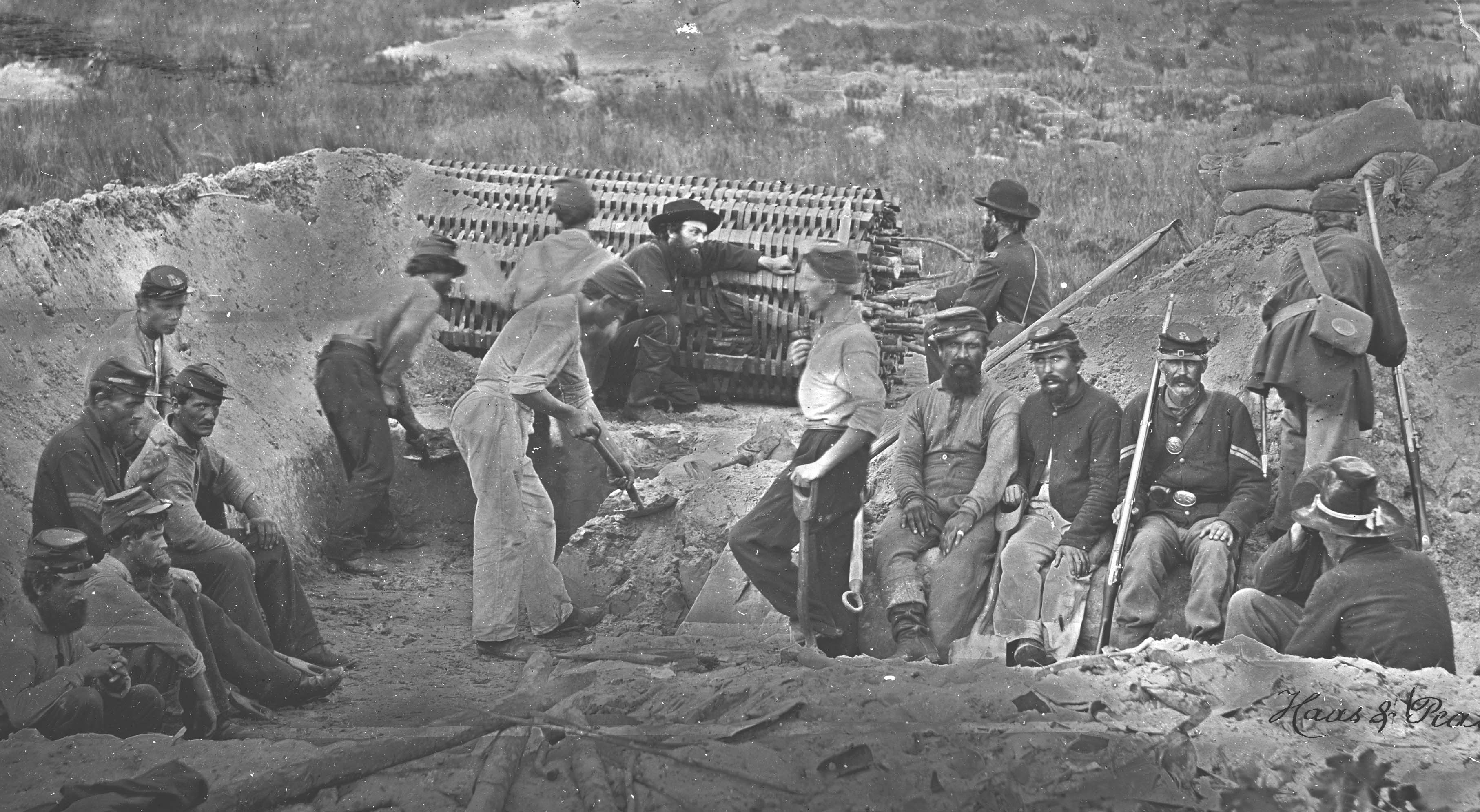
Les troupes de l'Union du 1st New York Engineer creusant une sape avec un rouleau de sape sur Morris Island, 1863

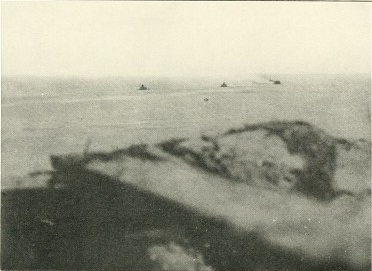
Cuirassés de l'Union bombardant le fort Moultrie pris le 8 septembre 1863 par George S. Cook.

En dépit des conditions marécageuses sur Morris Island, les forces de l'Union ont construit des batteries de forte puissance pour combattre le fort Wagner. Ces batteries sont souvent nommées en l'honneur d'officiers morts, tels que les batteries Strong, Reynolds, Kearny et Weed. D'autres sont baptisées en l'honneur des militaires de haut rang, tels que les batteries Rosecrans et Meade.
À l'intérieur du fort Wagner, seul un Columbiad de 10 pouces fait face au large et les quelques canons tournés vers l'intérieur sont en mauvais état. Pendant qu'il est à la tête de la garnison confédérée, le colonel Lawrence M. Keitt met en place des stations de signaux sur le mur ouest du fort Wagner pour se coordonner avec les batteries confédérées sur James Island. Remplaçant Keitt, le général Johnson Hagood, fait un meilleur usage des tireurs d'élite et du peu de canons tournés vers la terre pour empêcher les travaux de siège de l'Union contre le fort. Les confédérés protègent leurs propres armes et casemates mais s'exposent aux tirs navals de l'Union et à la fin, ne peuvent que ralentir la construction les tranchées de l'Union.

## Swamp Angel

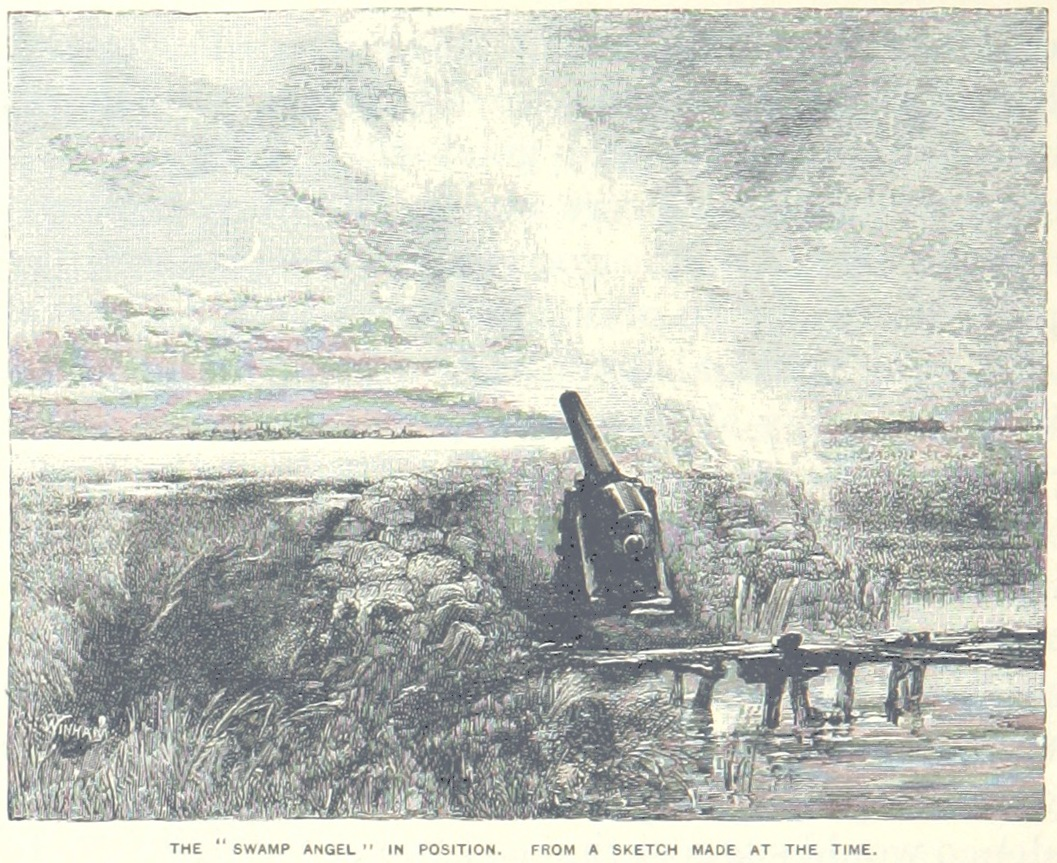
Le « Swamp Angel »

Le 2 août, sous la direction du colonel Edward W. Serrell, les ingénieurs de l'Union commencent la construction d'une batterie à l'intérieur des terres avec l'intention de bombarder directement la ville de Charleston. Le 17 août, la batterie imposante est prête pour son armement. Le lieutenant Charles Sellmer avec un détachement du 11th Maine Infantry est appelé pour armer le canon Parrott de 200 livres désormais désigné comme le « Swamp Angel » (l'ange du marais). Le 21 août, Gilmore envoie un ultimatum à Beauregard qu'il abandonne les forts Wagner et Sumter ou Charleston serait la cible de tirs. Comme Gilmore ne reçoit aucune réponse, le lendemain, le premier coup de feu est tiré par le « Swamp Angel » sur Charleston utilisant le clocher de l'église St. Michael comme repère. Le 22 août, les batteries confédérées tentent en vain de faire taire le « Swamp Angel ». Beauregard méprise Gilmore pour avoir tourné ses canons contre la ville civile et demandé l'évacuation des citoyens. Gilmore respecte un jour de cessez-le-feu, mais profite aussi de l'occasion pour exprimer le fait que Charleston est une cible militaire légitime comme centre d'approvisionnement en munitions. Les tirs reprennent, mais au 36e coup le « Swamp Angel » explose et n'est pas remplacé pendant le reste de la campagne. C'est la première fois qu'une population civile est délibérément ciblée à des fins militaires pendant la guerre de Sécession.

## Fort Sumter

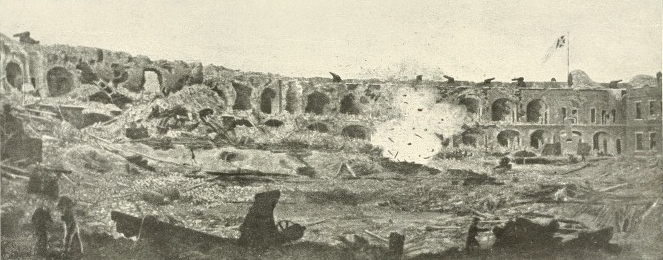
Un obus lancé dans le fort Sumter à partir le monitor de l'Union USS Weehawken explosant sur le terrain de parade par George S. Cook.

Malgré les difficultés pour creuser les tranchées, d'ici à la mi-août, Gillmore a ses canons de siège à portée du fort Sumter. Le 17 août, il ouvre le feu et lors de la première journée de bombardement près de 1000 obus sont tirés. Le 23 août, la maçonnerie est transformée en un tas de ruines et Beauregard enlève le plus de canons du fort qu'il peut. Gillmore envoie un télégramme au département de la Guerre, disant que « le fort Sumter est un informe et une masse inoffensive de ruines ». Toutefois, le bombardement de fort Sumter continuera en général jusqu'au 31 décembre 1863.

## Chute du fort Wagner

### Attaques contre les trous d'hommes
L'attention de Gillmore retourne vers le fort Wagner. Maintenant, les forces de Gillmore sont assez proches des ouvrages confédérés pour que l'infanterie passe à l'action. Le 21 août, le colonel George B. Dandy mène le 100th New York Infantry dans une charge contre les trous d'hommes du fort Wagner. Les New-yorkais mettent rapidement en place une ligne de piquets temporaire, mais leur succès est de courte durée. Le général Hagood ordonne une contre-attaque qui repousse les hommes de Dandy. À la suite de l'attaque de Dandy, les ingénieurs confédérés commencent à travailler aux renforcement des trous d'hommes, en espérant obliger l'armée de l'Union à lancer un autre assaut coûteux. Avant que les travaux puissent être achevés Gilmore ordonne au commandant de division, le général Alfred H. Terry, de capturer les trous d'hommes. Terry prépare le 24th Massachusetts Infantry de la brigade du brigadier-général Thomas G. Stevenson pour mener l'attaque. Le 3rd New Hampshire Infantry est en soutien. Chaque membre du 24th Massachusetts est équipé avec deux pelles supplémentaires pour reconstruire immédiatement les trous d'homme une fois pris. Le soir du 25 août, le général Stevenson dirige personnellement l'attaque sous le couvert des tirs de canons requas. L'attaque submerge le 61st North Carolina Infantry, dont beaucoup d'hommes se rendent. Le colonel George P. Harrison, commandant le fort, ordonne une contre-attaque d'artillerie, mais les trous d'hommes sont déjà transformés en une nouvelle ligne du siège. Le 5 septembre, Gillmore et l'amiral Dahlgren attaquent avec un intense bombardement du fort Wagner pendant 36 heures tuant 100 défenseurs qui restent.

### Évacuation
Les conditions à l'intérieur du fort deviennent intolérables, et le commandant de la garnison, le colonel Lawrence M. Keitt, informe le général Beauregard qu'il ne lui reste que 400 hommes capables de défendre le fort. Par conséquent, le soir du 6 au 7 septembre, Beauregard ordonne aux forces confédérées d'abandonner leurs positions sur Morris Island. Le 7 septembre, les troupes de l'Union occupent le fort Wagner.

## Conséquences
Le fort Wagner a résisté à 60 jours de bombardement constant et repoussé une armée de l'Union beaucoup plus grande. Pourtant, l'armée de l'Union et la marine s'emparent d'un poste important à l'embouchure du port de Charleston et réduisent sa plus redoutable forteresse à l'été de ruines. Malgré cela, la ville de Charleston et le fort Sumter lui-même restent sous le contrôle confédéré jusqu'à ce que les armées de William T. Sherman marchent à travers la Caroline du Sud en 1865.

## Cartes opérationnelles supplémentaires
Galerie: le siège du port de Charleston de l'Atlas to Accompany the Official Records of the Union and Confederate Armies.

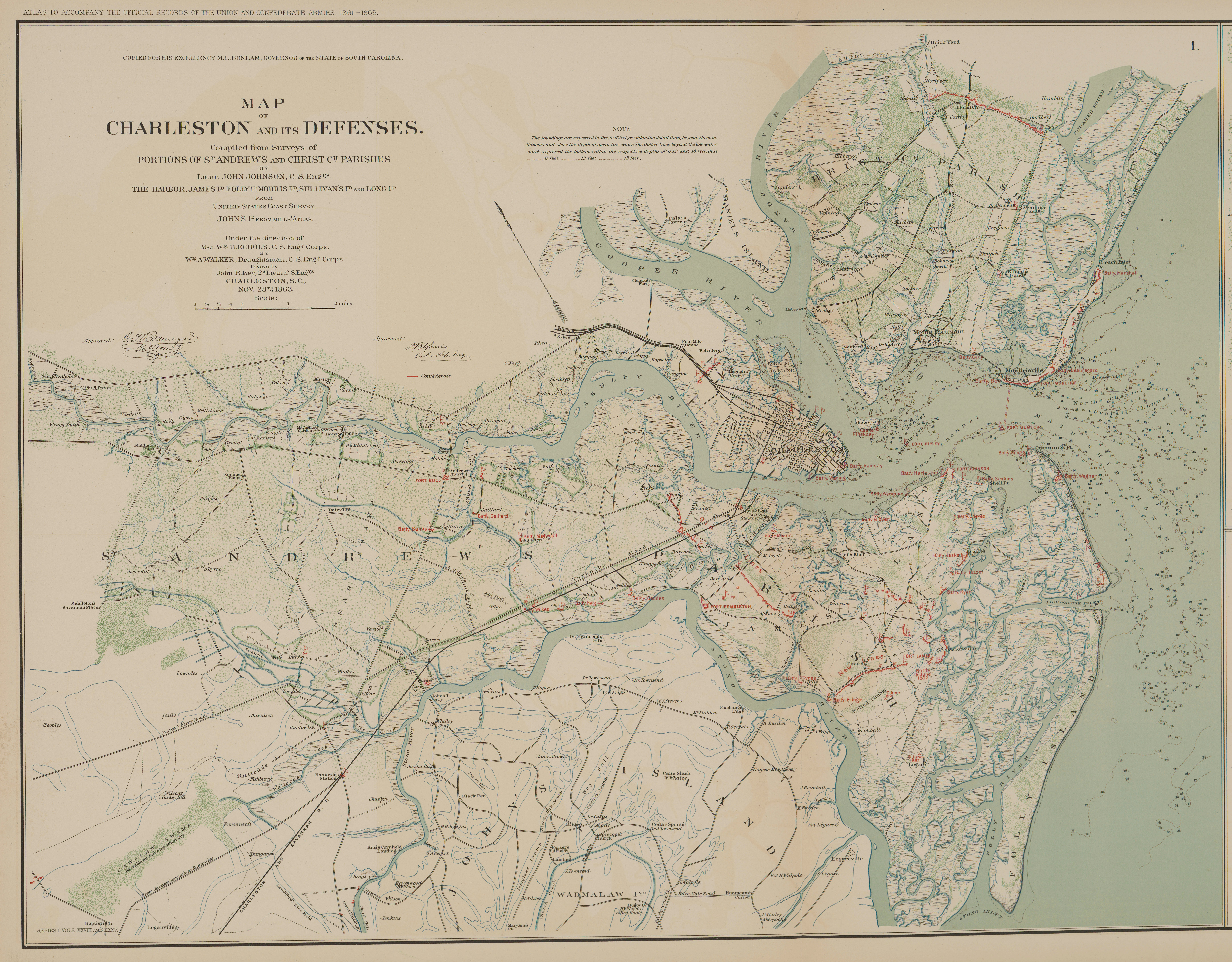
Carte 1
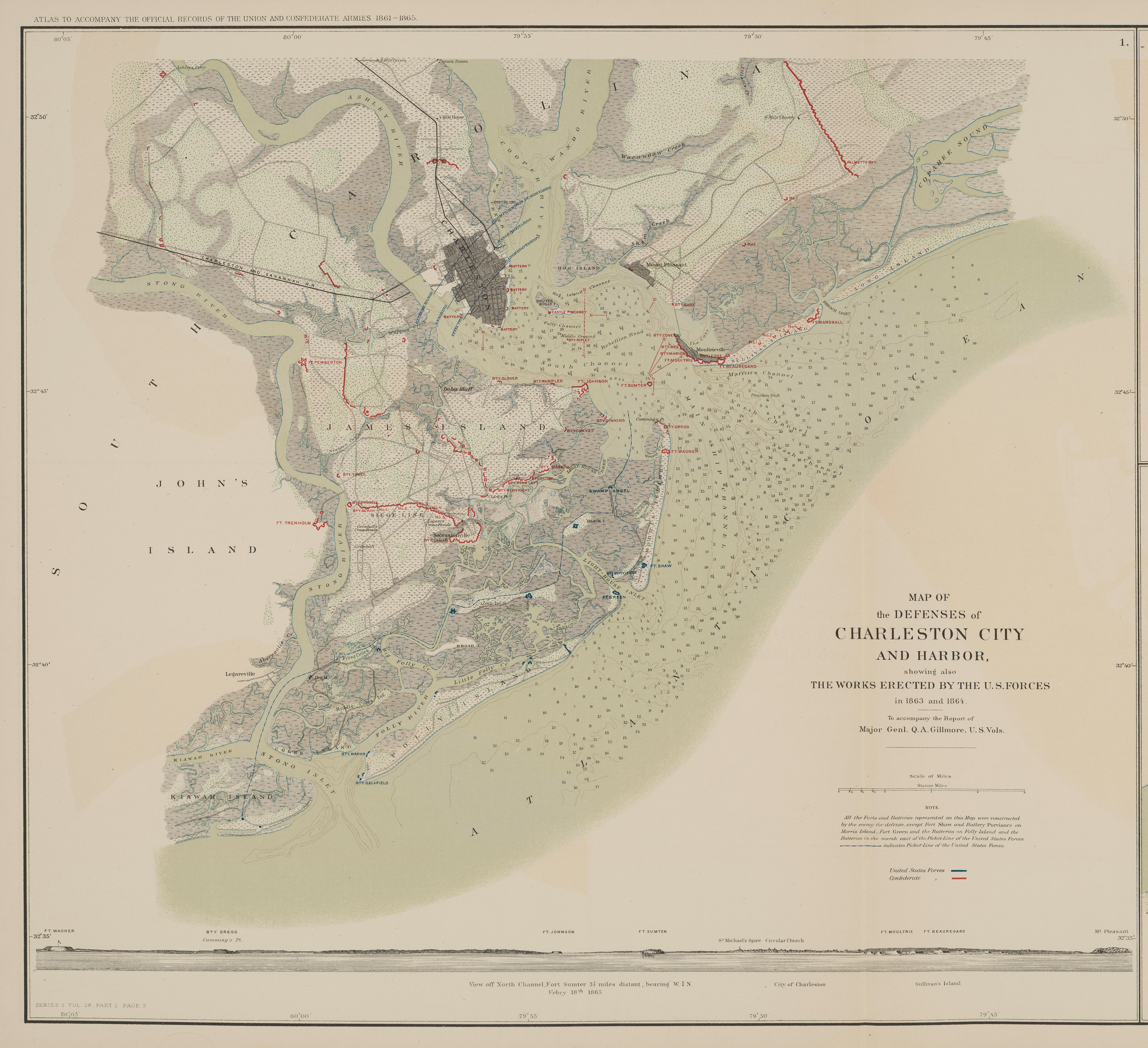
Carte 2
Carte 3
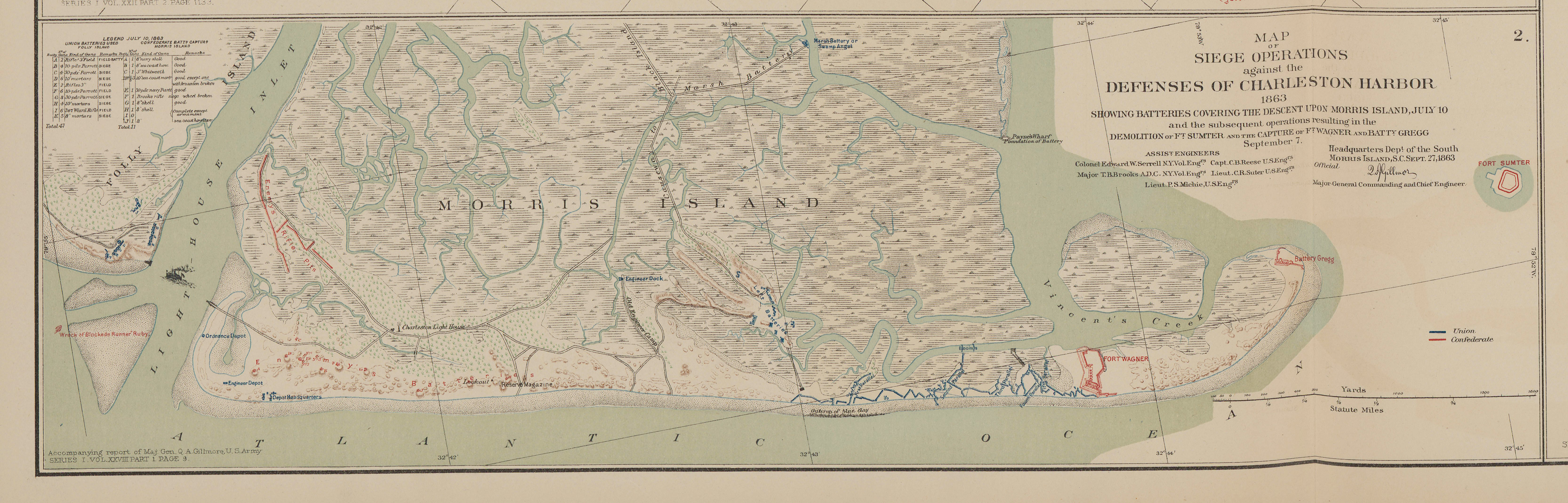
Carte 4